# 新子安駅
新子安駅（しんこやすえき）は、神奈川県横浜市神奈川区子安通2丁目にある、東日本旅客鉄道（JR東日本）東海道本線の駅である。駅番号はJK 14。
当駅には電車線を走る京浜東北線電車のみが停車し、列車線を走る東海道線列車は停車せず、旅客案内では「東海道（本）線」とは案内されていない。また、JRの特定都区市内制度における「横浜市内」に属する。

## 歴史
1943年（昭和18年）、鶴見駅と東神奈川駅の間に新しく開業した（鉄道省を改組した運輸通信省発足と同日）。通勤客の輸送にあたって必要とされたために開設されたが、当時は折りしも太平洋戦争の末期であり、開業から暫くは当駅の開業の前日に休止された中央本線万世橋駅の備品をそのまま当駅で使用していたという。また当駅の開業前には、既に現在の京急本線（当時は東京急行電鉄の運営）に同名の「新子安駅」があったが、当駅の開設に伴い駅名を京浜新子安駅に改称している。

### 年表
- 1943年（昭和18年）11月1日：運輸通信省によって開設[1]。旅客営業のみで[1]、当初から京浜東北線のみの駅。
- 1987年（昭和62年）4月1日：国鉄分割民営化により、東日本旅客鉄道（JR東日本）の駅となる[1]。
- 1992年（平成4年）6月2日：自動改札機を設置し、使用開始[3]。
- 2001年（平成13年）11月18日：ICカード「Suica」の利用が可能となる。
- 2006年（平成18年）
  - 2月28日：みどりの窓口の営業を終了[4]。
  - 3月1日：指定席券売機を導入。
- 2013年（平成25年）6月1日：業務委託駅化[5]。
- 2021年（令和3年）1月24日：スマートホームドアの使用を開始[6][7]。

## 駅構造
島式ホーム1面2線を有する地上駅である。2008年9月に、駅ホームにベンチが増設され、冷暖房完備の待合室が設置された。
改札は地上に1つあり、ホームとは地下道で連絡している。構内の売店としては、改札口付近改札内に立ち食いそば店、改札外正面にNEWDAYS mini新子安1号店がある。京急新子安駅の入口が、改札口から50メートル程度前にある。
東神奈川駅管理の業務委託駅（JR東日本ステーションサービス委託）。みどりの窓口は2006年2月をもって営業を終了し、指定席券売機と短距離自動券売機が設置されている。

### 番線
| 番線 | 路線       | 方向 | 行先                     |
| ---- | ---------- | ---- | ------------------------ |
| 1    | 京浜東北線 | 南行 | 横浜・桜木町・洋光台方面 |
| 2    | 京浜東北線 | 北行 | 東京・上野・大宮方面     |

（出典：JR東日本:駅構内図）
2008年11月19日初電車より、南行（横浜方面）の停止位置目標が東京方に14m移設された。これにより全部の乗車口が屋根下となった。旧停止位置目標付近は、点字ブロック撤去及び柵が新停止位置目標に合わせて新設され、立入禁止となった。

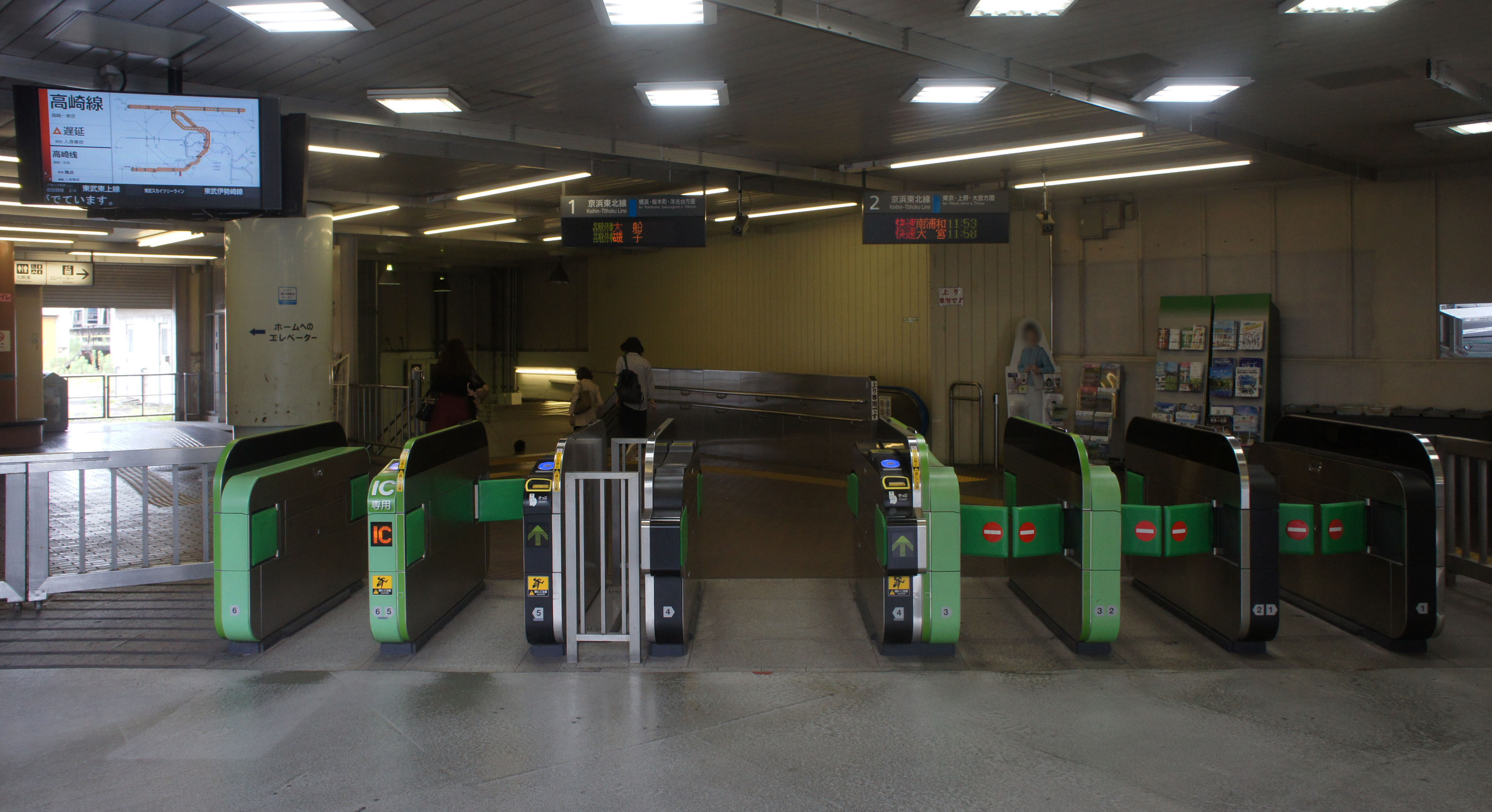
改札口（2019年6月）
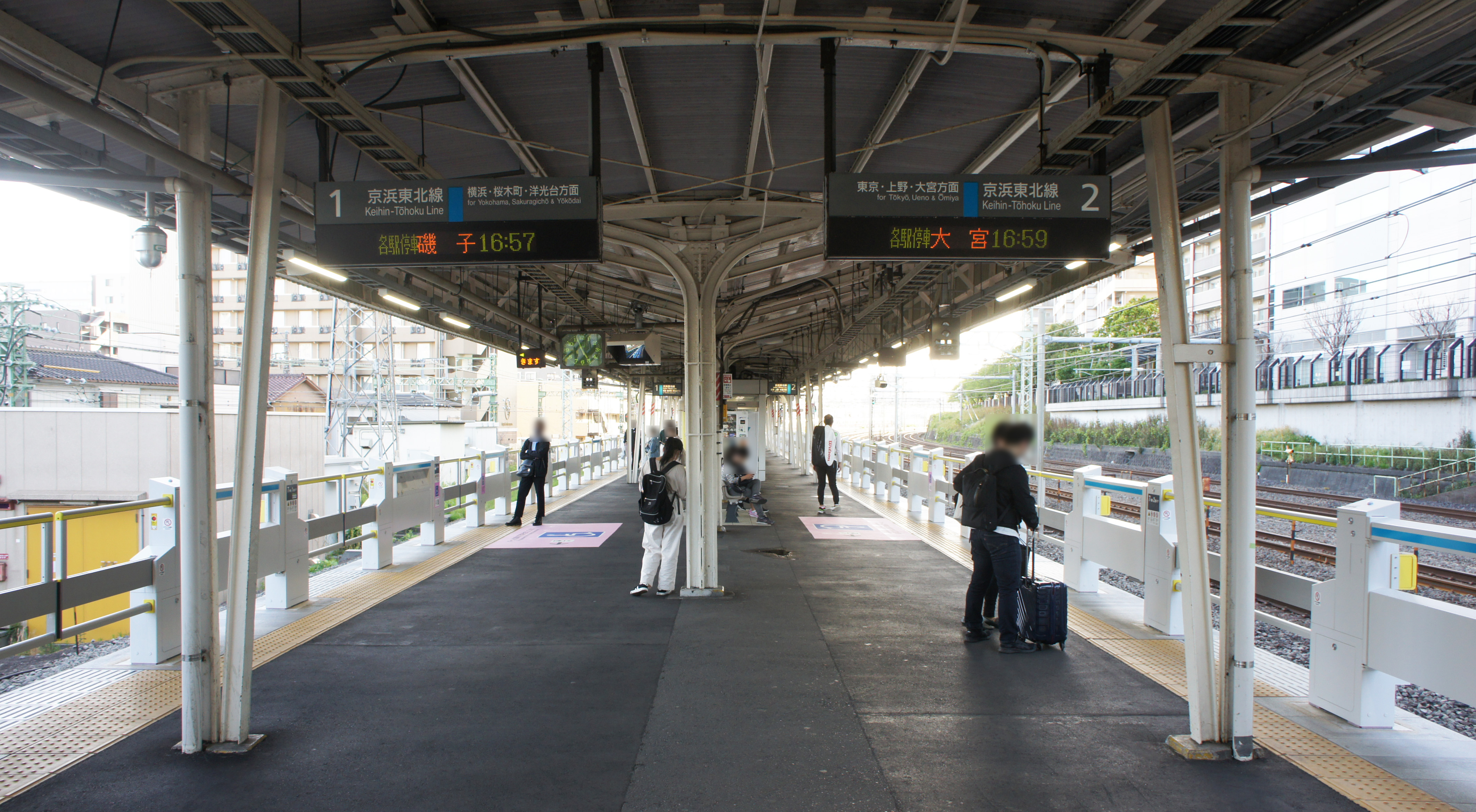
ホーム（2021年4月）

### 発車メロディー
| 1 | JK | JRE-IKST-007-02(標準) |
| 2 | JK | JRE-IKST-007-01(標準) |

- 両番線共JR東日本管理のメロディーを使用している。
- 京浜東北・根岸線の中ではATOS型放送の更新（常磐ATOS型放送化）が一番遅かった駅でもある。2番目に遅かった大井町駅とは約1ヶ月離れている。

## 利用状況
2023年（令和5年）度の1日平均乗車人員は20,481人である。京浜東北線の駅では上中里駅・高輪ゲートウェイ駅に次いで少ない。
近年の推移は下記の通り。
| 年度               | 1日平均 乗車人員 | 出典       |
| ------------------ | ---------------- | ---------- |
| 1991年（平成03年） | 18,449           |            |
| 1992年（平成04年） | 18,167           |            |
| 1993年（平成05年） | 17,473           |            |
| 1994年（平成06年） | 17,104           |            |
| 1995年（平成07年） | 17,497           | [ 統計 2 ] |
| 1996年（平成08年） | 17,665           |            |
| 1997年（平成09年） | 17,367           |            |
| 1998年（平成10年） | 17,377           | [ * 1 ]    |
| 1999年（平成11年） | 17,492           | [ * 2 ]    |
| 2000年（平成12年） | 17,812           | [ * 2 ]    |
| 2001年（平成13年） | 20,072           | [ * 3 ]    |
| 2002年（平成14年） | 20,145           | [ * 4 ]    |
| 2003年（平成15年） | 20,674           | [ * 5 ]    |
| 2004年（平成16年） | 20,361           | [ * 6 ]    |
| 2005年（平成17年） | 20,185           | [ * 7 ]    |
| 2006年（平成18年） | 20,299           | [ * 8 ]    |
| 2007年（平成19年） | 20,622           | [ * 9 ]    |
| 2008年（平成20年） | 20,488           | [ * 10 ]   |
| 2009年（平成21年） | 20,711           | [ * 11 ]   |
| 2010年（平成22年） | 21,087           | [ * 12 ]   |
| 2011年（平成23年） | 20,536           | [ * 13 ]   |
| 2012年（平成24年） | 21,083           | [ * 14 ]   |
| 2013年（平成25年） | 21,926           | [ * 15 ]   |
| 2014年（平成26年） | 21,589           | [ * 16 ]   |
| 2015年（平成27年） | 22,551           | [ * 17 ]   |
| 2016年（平成28年） | 22,934           | [ * 18 ]   |
| 2017年（平成29年） | 23,451           | [ * 19 ]   |
| 2018年（平成30年） | 23,842           |            |
| 2019年（令和元年） | 23,894           |            |
| 2020年（令和02年） | 18,507           |            |
| 2021年（令和03年） | 18,291           |            |
| 2022年（令和04年） | 19,519           |            |
| 2023年（令和05年） | 20,481           |            |

## 駅周辺
非常に複雑な立体地形になっている。駅の建物は、北側の京浜東北線を含むJR各線の線路、南側の京急の線路の間に囲まれており、改札付近上空に横浜市道子安守屋町線第7086号線（神奈川産業道路）と呼ばれる幹線道路が渡っている。

### 北側
JR各線の線路の先に「オルトヨコハマ」と呼ばれる駅前開発地域があり、路線バスの発着場などのロータリーがある。さらに北西側に行くと国道1号と交わり、さらに大口駅方面に続いている。

### 南側
京急本線が走っており、すぐ先には京急新子安駅がある。京急新子安駅へは、歩道橋からも地上からも行くことが出来、歩道橋にはエレベーターとスロープがあるため、車椅子や自転車でも利用可能。但し連絡運輸は行っておらず、双方共乗換案内は成されない。
京急新子安駅の地上入口の前にある踏切を渡ると、駅前ロータリーと産業道路への連絡道（ループ橋）があり、さらに先には国道15号や首都高速神奈川1号横羽線子安出入口がある。さらに南側には大規模な工業地帯があり、JVCケンウッド本社や日産自動車横浜工場、ENEOS横浜製造所、京浜急行バス新子安営業所等がある。

### 東側
歩道橋を下りて東の方へ進むと、県内有数の進学校である浅野中学校・高等学校に差し掛かる。登下校の時間帯や文化祭の日、受験日には、歩道橋が同校に向かう人で混雑する。

### 西側
西側は行止まりになっているが階段があり、「神奈川産業道路」新子安橋の歩道部分とつながっている。

## バス路線
| のりば       | 運行事業者   | 系統・行先                                                             |
| 新子安駅西口 | 新子安駅西口 | 新子安駅西口                                                           |
| ------------ | ------------ | ---------------------------------------------------------------------- |
| 1            | 横浜市営バス | 19：新子安駅前                                                         |
| 2            | 横浜市営バス | - 84：鶴見駅西口 - 213：大口駅東口・西寺尾4丁目方面（循環）            |
| 3            | 横浜市営バス | 84：東神奈川駅西口                                                     |
| 新子安駅前   |              |                                                                        |
| －           | 横浜市営バス | 19：宝町・生麦方面（循環） 19：生麦・宝町方面（循環） 19：宝町経由生麦 |
| 新子安       |              |                                                                        |
| 1            | 横浜市営バス | - 19：新子安駅前 - 86：横浜駅                                          |
| 2            | 横浜市営バス | 86：生麦                                                               |

## 隣の駅
東日本旅客鉄道（JR東日本）
 京浜東北線
■快速・■各駅停車
鶴見駅 (JK 15) - 新子安駅 (JK 14) - 東神奈川駅 (JK 13)

#### 利用状況に関する資料
1. ↑  横浜市統計書 - 横浜市
2. ↑  線区別駅別乗車人員（1日平均）の推移 (PDF)  - 17ページ

JR東日本の2000年度以降の乗車人員
1. 1 2 3  各駅の乗車人員（2023年度） - JR東日本
2. ↑  各駅の乗車人員（2000年度） - JR東日本
3. ↑  各駅の乗車人員（2001年度） - JR東日本
4. ↑  各駅の乗車人員（2002年度） - JR東日本
5. ↑  各駅の乗車人員（2003年度） - JR東日本
6. ↑  各駅の乗車人員（2004年度） - JR東日本
7. ↑  各駅の乗車人員（2005年度） - JR東日本
8. ↑  各駅の乗車人員（2006年度） - JR東日本
9. ↑  各駅の乗車人員（2007年度） - JR東日本
10. ↑  各駅の乗車人員（2008年度） - JR東日本
11. ↑  各駅の乗車人員（2009年度） - JR東日本
12. ↑  各駅の乗車人員（2010年度） - JR東日本
13. ↑  各駅の乗車人員（2011年度） - JR東日本
14. ↑  各駅の乗車人員（2012年度） - JR東日本
15. ↑  各駅の乗車人員（2013年度） - JR東日本
16. ↑  各駅の乗車人員（2014年度） - JR東日本
17. ↑  各駅の乗車人員（2015年度） - JR東日本
18. ↑  各駅の乗車人員（2016年度） - JR東日本
19. ↑  各駅の乗車人員（2017年度） - JR東日本
20. ↑  各駅の乗車人員（2018年度） - JR東日本
21. ↑  各駅の乗車人員（2019年度） - JR東日本
22. ↑  各駅の乗車人員（2020年度） - JR東日本
23. ↑  各駅の乗車人員（2021年度） - JR東日本
24. ↑  各駅の乗車人員（2022年度） - JR東日本

神奈川県県勢要覧
1. ↑  神奈川県県勢要覧（平成12年度） - 220ページ
2. 1 2  神奈川県県勢要覧（平成13年度） (PDF)  - 222ページ
3. ↑  神奈川県県勢要覧（平成14年度） (PDF)  - 220ページ
4. ↑  神奈川県県勢要覧（平成15年度） (PDF)  - 220ページ
5. ↑  神奈川県県勢要覧（平成16年度） (PDF)  - 220ページ
6. ↑  神奈川県県勢要覧（平成17年度） (PDF)  - 222ページ
7. ↑  神奈川県県勢要覧（平成18年度） (PDF)  - 222ページ
8. ↑  神奈川県県勢要覧（平成19年度） (PDF)  - 224ページ
9. ↑  神奈川県県勢要覧（平成20年度） (PDF)  - 228ページ
10. ↑  神奈川県県勢要覧（平成21年度） (PDF)  - 238ページ
11. ↑  神奈川県県勢要覧（平成22年度） (PDF)  - 236ページ
12. ↑  神奈川県県勢要覧（平成23年度） (PDF)  - 236ページ
13. ↑  神奈川県県勢要覧（平成24年度） (PDF)  - 232ページ
14. ↑  神奈川県県勢要覧（平成25年度） (PDF)  - 234ページ
15. ↑  神奈川県県勢要覧（平成26年度） (PDF)  - 236ページ
16. ↑  神奈川県県勢要覧（平成27年度） (PDF)  - 236ページ
17. ↑  神奈川県県勢要覧（平成28年度） (PDF)  - 244ページ
18. ↑  神奈川県県勢要覧（平成29年度） (PDF)  - 236ページ
19. ↑  神奈川県県勢要覧（平成30年度） (PDF)  - 220ページ